# NGC 3563
NGC 3563 هو اصطدام مجري، يقع في كوكبة الأسد. اكتشف في 18 مارس 1869 . وقد اكتشفه أوتو فيلهلم فون ستروف .

## روابط خارجية
- NGC 3563 على موقع ويكي سكاي: DSS2, SDSS, GALEX, IRAS, Hydrogen α, X-Ray, Astrophoto, Sky Map, Articles and images